# Dieffenbach-lès-Wœrth
Dieffenbach-lès-Woerth – miejscowość i gmina we Francji, w regionie Grand Est, w departamencie Dolny Ren.
Według danych na rok 1990 gminę zamieszkiwało 359 osób, 99 os./km².